# Мандриківське озеро (Дніпро)
Мандриківське озеро — озеро в Соборному районі міста Дніпро, в місцевості Мандриківка, за Набережною Перемоги біля Торговельного центру "Куб ". Розташувалось в балці Архієрейська і є залишком пойми річки, що текла по балці. Нині річка схована в колектор по всій течії
Озеро мілке, і заболочується, заростаючи очеретом. У водоймі живе риба, а також болотяні черепахи та водяні вужі.
Міська легенда розповідає, що в озері начебто раніше водились двохметрові гадюки, одна з яких нібито затягнула під воду місцевого п'яницю.